# 小田切昌興
小田切 昌興（おだぎり まさおき）は、江戸時代中期の武士、旗本。

## 経歴
元文3年（1738年）9月3日、家督を継ぎ、宝暦5年（1755年）3月16日に大番に列す。同11年12月26日、番を辞し、安永元年（1773年）1月18日に番に復し二条在番となるが、同年12月24日、二条城を守衛中に死去した。